# Pastel de arroz con leche

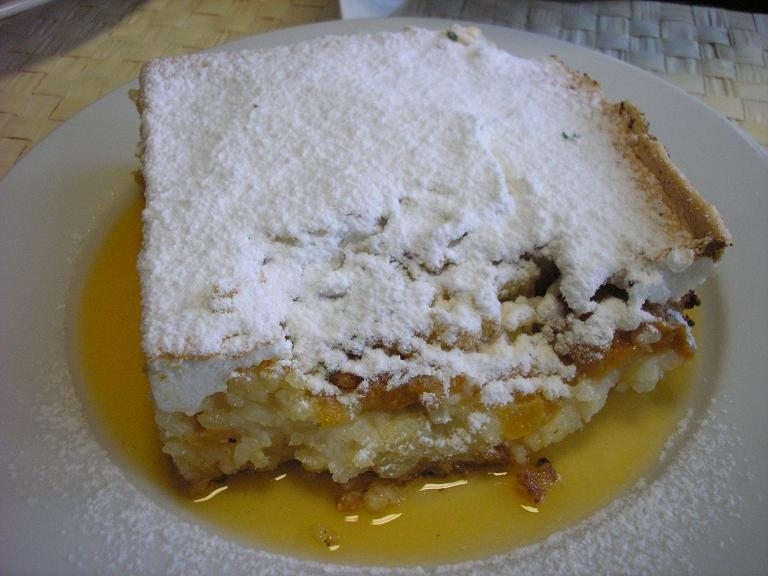
Pastel de arroz con leche

El pastel de arroz con leche, llamado ryžový nákyp en Eslovaquia y la República Checa, es un pastel hecho con arroz, leche, huevos, mantequilla y, a veces, pasas. Se suele servir con compota de albaricoque, melocotón, ciruela u otra, o espolvoreado con azúcar o decorado con espuma de clara de huevo. Se puede servir como plato principal o como postre.